# Centrovias
Centrovias foi uma concessionária de rodovias no estado de São Paulo. Administrou de 19 de junho de 1998 até  03 de junho de 2020 uma malha rodoviária de 219 quilômetros, nos municípios de Cordeirópolis, Rio Claro, São Carlos, Itirapina, Brotas, Jaú, Itapuí, Pederneiras e Bauru. A concessionária era de propriedade Arteris, e teve sua sede na cidade de São Carlos.

## Rodovias administradas
Administrou os seguintes trechos rodoviários:
- SP-225 de Itirapina até Jaú - do km 91,430 até o km 177,400; total de 85,970 quilômetros
- SP-225 de Jaú até Bauru - do km 177,440 até o km 235,040; total de 57,640 quilômetros
- SP-310 Rodovia Washington Luís, de Cordeirópolis até São Carlos - do km 153,400 até o km 227,800; total de 74,550 quilômetros.

Atualmente esses trechos são administrados pela concessionária EixoSP.